# エルトン君の大冒険
「エルトン君の大冒険」（エルトンくんのだいぼうけん、原題: "Love & Monsters"）は、イギリスのSFテレビドラマ『ドクター・フー』のシリーズ2第10話。2006年6月17日にBBC Oneで初めて放送された。ラッセル・T・デイヴィスが脚本とエグゼクティブ・プロデューサーを、ダン・ゼフが監督を務めた。
本作の舞台はロンドンである。本作では人間エルトン・ポープが、異星人のタイムトラベラードクターと彼の船ターディスへの興味を共有する人々からなる集団に加入する。このグループは新たに加入したヴィクター・ケネディに乗っ取られ、彼の正体はドクターの肉体と知性を吸収しようと画策する異星人であった。
制作スケジュールにクリスマススペシャルの「クリスマスの侵略者」が組み込まれたため、制作完了を間に合わせるためにはあるエピソードが別のストーリー（今回では「闇の覚醒」と「地獄への扉」）との二段式になる必要が生じた。「エルトン君の大冒険」では、デイヴィスは異なる登場人物をストーリーテラーにすることで、デイヴィッド・テナントとビリー・パイパーのドクターとローズ・タイラー役としての出演を少なく抑えることを可能にした。ドクターあるいはコンパニオンの登場が少ない構造のエピソードは番組中で継続されることになった。ケネディのエイリアン形態はスイコロリン（英語版では Abzorbaloff）としても知られ、これは『ドクター・フー』のモンスターを作る子どものコンテストでの優勝者によりデザインされたものであった。「エルトン君の大冒険」はイギリスで666万人の視聴者を獲得し、批評家とファンの評価は分かれた。脚本の複雑さを称賛する声が上がった一方、パロディだったと感じたり不快なユーモアに困惑したりする者もいた。ピーター・ケイと彼の演じたスイコロリンも評価が分かれた。

## 制作
大半の『ドクター・フー』のストーリーと違い、「エルトン君の大冒険」はターディスの乗員の出番が僅かであり、さらに彼らの視点に基づいてもいなかった。これはクリスマススペシャルゆえに制作するエピソード数が13話から14話に増えことによる制作の必要性からであった。そのため本作の製作は「闇の覚醒」「地獄への扉」との二段式であり、テナントとパイパーは別の制作ユニットが「エルトン君の大冒険」の携わっている間に上記2話の撮影ができた。ドクターの登場が少ないエピソードには「まばたきするな」（2007年）、「運命の左折」（2008年）、「無情に流れる時間」（2011年）がある。
そうして、エグゼクティブ・プロデューサー兼脚本家ラッセル・T・デイヴィスはドクターとローズを除外するのに十分な理由を持ったストーリーを思いついた。デイヴィスはドラマ『バフィー 〜恋する十字架〜』のエピソード「ツェッポ」と『新スタートレック』のエピソード「若き勇者達」にインスパイアされており、いずれもレギュラーでない登場人物に焦点が当てられている。デイヴィスは本作について「実験的な脚本だ。余りに多くの実験ができるから、悲鳴を上げて土曜夜のBBC1から逃げ出すほどではない。人々はそれでも少しのモンスターと少しのスリルと少しのドクターを求めるから、まだ普通の『ドクター・フー』として放送される。だが、この番組に出来る全てを知っていると考えているなら、これはその考えを少し変えることになる。」と表現した。本作の仮題は "I Love the Doctor" であった。ドクター研究会を表す頭字語の "LINDA" はイギリスの子ども向け番組 Why Don't You? でリバプール調査N探偵事務所 "Liverpool Investigation 'N' Detective Agency" の意で以前使用されていた。ラッセル・T・デイヴィスはこのテレビシリーズに数年携わっていた。
デイヴィスによると、初期草案ではエルトンは『ドクター・フー』の歴史の出来事をさらに多く目撃していた。この草案では3回目の誕生日パーティがダーレクのショーディッチ侵攻で取りやめられ (Remembrance of the Daleks) 、彼の母はシャドーではなくプラスチックのラッパズイセンに殺され (Terror of the Autons) 、テムズ川から上がってくるネス湖の怪物を目撃するうちの一人でもあった（「ザイゴンの脅威」）。『ドクター・フー』のリバイバルに先駆け、デイヴィスは本作のストーリーをコミック版ストーリーとして Doctor Who Magazine に売り込むことを考えていた。また、デイヴィスはストーリーの視点人物を女性にすることを考えていたが、既にシリーズで女性ゲストキャラに十分焦点を当てていると感じた。デイヴィスはエルトンが奇妙な声のオタクではなく一般的な男性であることを望んだ。エルトンの記憶が完全には信頼できない可能性があり、そのため本作の出来事が彼の記憶通りに起こったかは議論の余地がある。
本作が満たさなくてはならないもう一つの条件に、Blue Peter の "Design a Doctor Who Monster" コンテストの優勝者のデザインを取り入れることがあった。優勝者は9歳のウィリアム・グランサムで、デザインしたモンスターはスイコロリン (Abzorbaloff) であった。デイヴィスはこのモンスターについて「スイコロリンは素晴らしい。これは人に触れると、彼らを吸収して顔が実際に体に現れる──怖ろしいよ。」とコメントした。プロデューサーフィル・コリンソンによると、グランサムはモンスターを2階建てバスの大きさと考えていたため、スイコロリンがレンダリングされたときに失望したが、制作チームは大きさのことを知らなかった。グランサム自身は失望したことを否定している。ピーター・ケイは2005年6月に新シリーズが始まった後にデイヴィスに手紙を送っており、デイヴィスは9月にあるエピソードにゲスト出演のオファーを出すと返事をした。ケイは元々エルトン役のオファーを受けていたが、彼はUFO監視人型がドラマ『コロネーション・ストリート』での彼のキャラクターにあまりにも似ていると感じ、さらに悪役の方を演じたいとも感じた。エピソードの冒頭でエルトンが対峙した生物はホイクス (Hoix) としてクレジットされた。デイヴィスはコメンタリーで、エピソードの撮影後にクレジットのため名前が必要になったと語った。
監督ダン・ゼフは、制作チームが捉えたいトーンについて「感動的なデザインチームと協力して、登場人物の周りの憂鬱な感覚や空虚さを強調したかった。──都会の空間はかつて生活を満たしたかもしれないが、今や破棄され、傷み、腐敗している。この中で、エルトンと彼の壊れやすい友人グループはほぼ漂流しているように感じた。──彼らは邪悪なヴィクター・ケネディに惑わされ、その脆弱さを増した。」と発言した。本エピソードに登場する歌には「ミスター・ブルー・スカイ」、「ドント・ブリング・ミー・ダウン」、「ターン・トゥ・ストーン」があり、いずれもエルトンの好みのバンドエレクトリック・ライト・オーケストラによるものである。

### 連続性
本作には「マネキンウォーズ」、「UFO ロンドンに墜落」、「クリスマスの侵略者」の出来事の回想シーンがあった。再利用された映像もあったが、大部分はエルトンの視点から再上演された。ローズはスイコロリンの外見をスリジーンに似ていると言及し、スイコロリンはスリジーンの故郷であるラキシコリコファラパトリアスの兄弟星クロムの生まれであると主張した。ヴィクター・ケネディはローズに関するトーチウッドのファイルがバッド・ウルフと呼ばれるコンピューターウイルスにより紛失していると言及し、これはシリーズ1とシリーズ2で繰り返されたフレーズを反映している。

## 放送と評価
「エルトン君の大冒険」はイギリスで2006年6月17日にBBC Oneで初めて放送された。イギリスでの当夜の視聴者数は622万人で、番組視聴占拠率は38.3%を記録した。最終的な視聴者数は666万人で、その週で15番目に視聴者の多い番組となった。本作の評価指数は76を記録した。日本では2007年2月20日にNHK BS2で、2008年2月12日にNHK教育で放送された。
本作は「闇の覚醒」と「地獄への扉」と共に2006年8月7日に通常版DVDで発売された。その後2006年11月20日には完全版シリーズ2ボックスセットとしても発売された。日本では2007年5月23日に同じ組み合わせで特典映像 Doctor Who Confidential と共に発売された。2011年3月27日には LaLa TV で放送された。
「エルトン君の大冒険」は評価が割れた。SFX のニック・セッチフィールドは本作を5段階評価で4.5とし、テレビ番組として『ドクター・フー』が如何に全く新しい語彙を最終的に与えるかを綴った。彼は「これはラッセル・T・デイヴィスの最もスマートで、最も面白い脚本かもしれない。確かに一番温かく、とにかく一番人間的だと感じる。」と書いた。セッチフィールドはケイのファンではなかったが、本作における彼のパフォーマンスに面白みを感じた。IGNのアフサン・ハクは10段階評価で9.5をつけ、特に対話を称賛した。しかし、彼は本作の悲しい側面が「純粋に心のこもったコメディのエピソードであるべきところで場違いに見えた」と感じた。Slant Magazine のレビュアーであるロス・ルーディガーは本作に肯定的で、「インスピレーションを受けたマインドがこのようなシナリオを思い起こさせるとき、シリーズがこの風変わりで美しい何かをすることができない理由はない」と発言した。ルーディガーはインターネット上の他のファンと会ったことにコメントし、ジャッキーのキャラクターを称賛した。
2011年に SFX は「エルトン君の大冒険」を最高のSFモキュメンタリーの1つとし、ジャンルの一例として機能して、もう一度見ても悪くないと述べた。この記事では本作への批判も掲載されており、ケイの演技・スリジーン風のモンスター・リンダのメンバーが批判された。スコッツマン紙のルイザ・ピアーソンは、筋金入りのファンはコメディとケイのパントパイムパフォーマンスを好まないだろうとした一方、「実際このエピソードは悪ふざけに近いが、ドクターを休むことは実際に非常に良い。世界を救うことが退屈であっても。」とコメントした。Now Playing のアーノルド・T・ブランバーグは本作の評価をD-とした。彼は前半30分には肯定的で、興味深い登場人物の居る「心を動かす小話」と表現した。しかし、最後10分を「聴衆の知性と感情に対する子どもの攻撃」と表現し、「笑えるモンスターとまさに間違った場面での不快なユーモア」でエピソードを台無しにしたとした。Digital Spy のデック・ホーガンはケイの演技を批判し、スイコロリンを「素晴らしいアイデアであり、彼の独創力がゲストのコメディアンの性質に吸収されたのは残念だ」として言及した。シリーズのレビューで、『ガーディアン』紙のスティーブン・ブルックは本エピソードを嫌いだと断言し、「『ドクター・フー』のファンのパロディ」と表現した。エルトンが彼自身とアーシュラが "a bit of a love life" と発言したシーンを批判するコメンテーターもおり、彼らは舗装スラブとオーラルセックスをすることの結果としての暗示が『ドクター・フー』の大部分の家族の視聴者には不適切であると感じた。しかし一方で、この会話を子どもたちが理解できない無害なジョークであるとみなし、先の意見を否定する見解もあった。全ての『ドクター・フー』のストーリーを好みの順に格付けする2009年の Doctor Who Magazine の Mighty 200 読者調査で、「エルトン君の大冒険」は153位にランクインした。